# Cecília Menezes
Cecília Menezes de Souza (Rio de Janeiro, 1 de fevereiro de 1982) é uma voleibolista indoor brasileira que atuando na posição de ponta serviu as categorias de base da seleção brasileira, pela qual obteve o ouro no Campeonato sul-Americano infanto-juvenil em 1998, na Bolívia. Na categoria juvenil, sagrou-se campeã sul-americana pela seleção em 2000, na Colômbia, e conquistou a medalha de ouro no Campeonato Mundial Juvenil de 2001, realizado na República Dominicana. Também serviu a seleção principal, sendo semifinalista no Grand Prix de 2002. Em clubes, possui a medalha de bronze no extinto Torneio Internacional Salonas Cup de 2007.

## Carreira
Ciça foi revelada nas categorias de base do Flamengo e representava desde as categorias de base da Seleção Brasileira; e por esta conquistou na categoria infanto-juvenil o título do Campeonato sul-Americano de 1998 sediado em Sucre⁣-⁣Bolívia, sua estreia internacional. Na temporada 1998–99 já atuava pela equipe adulta da Recreativa/SP, e nesta jornada disputou sua primeira Superliga Brasileira A, encerrado na décima primeira colocação, registrando 51 pontos nesta edição, destes foram 41 pontos de ataque, 9 de bloqueio e 1 de saque.
Permaneceu na equipe da Recreativa/SP nas competições de 1999 – 2000, quando disputou sua segunda Superliga Brasileira A, e contribuiu com 164 pontos na campanha desta equipe que encerrou na nona posição. Em 2000 voltou atuar na Seleção Brasileira, categoria juvenil, para disputar a edição do Campeonato sul-Americano sediado em Medellín-Colômbia, alcançando a medalha de ouro e a qualificação para o mundial da categoria.
No período esportivo 2000-01 foi contratada pelo Flamengo conquistando a prata no Campeonato Carioca de 2000, mesmo ano que se sagrou campeã da Supercopa dos Campeões em Uberlândia e obteve seu primeiro título da Superliga Brasileira A. No ano de 2001 representou a Seleção Brasileira no Campeonato Mundial Juvenil em Santo Domingo-República Dominicana, conquistando seu primeiro título mundial.Reforçou a equipe do Blue Life/Pinheiros na jornada esportiva 2001-02, competindo por este na edição do Campeonato Paulista de 2001 e obteve a sétima colocação na correspondente Superliga Brasileira A.
No ano de 2002 foi convocada para seleção principal pelo técnico Marco Aurélio Motta para disputar o Grand Prix, cuja fase final deu-se em Hong Kong, Ciça vestia a camisa#7 na campanha da equipe brasileira que avançara as semifinais, encerrando na quarta posição. Ainda em 2002 voltou a ser convocada para seleção principal para os treinamentos em preparação para o Campeonato Mundial em Berlim-Alemanha, mas foi cortada e não esteve entre as 12 atletas que disputaram tal competição.
Renovou com esse mesmo clube para as competições do período esportivo 2002-03, representando-o no Campeonato Paulista de 2002 e na Superliga Brasileira A terminou em sétimo lugar.
Em 2003 estava contratada pelo MRV/Minas para disputar o Campeonato Paulista. Em 2004 jogou pelo São Caetano/Detur, visando as disputas do período 2004-05, sendo neste ano vice-campeã dos Jogos Abertos do Interior, sediado em Barretos, ouro nos Jogos Regionais de Cotia e conquistando a medalha de ouro nos Jogos Abertos Brasileiros em Bento Gonçalves; e por este clube encerrou na sétima posição na referente edição da Superliga Brasileira A
Na jornada esportiva 2005-06 renovou com o mesmo clube que utilizou a alcunha São Caetano/Mon Bijou, com novo patrocinador. Nessa jornada esportiva conquistou a medalha de ouro nos Jogos Abertos de Botucatu 2005, assim como o bronze no Campeonato Paulista de 2005 e finalizando a temporada avançou as semifinais da Superliga Brasileira A 2005-06 e encerrou no quarto lugar.
Renovou com São Caetano/Mon Bijou para as disputas do período 2006-07, quando conquistou o bronze na Copa São Paulo de 2006, o ouro nos Jogos Abertos do Interior, realizados em São Bernardo do Campo, além disso, disputou sua segunda participação em edições dos  Jabs, estes realizados em Nova Friburgo, alcançando por este clube as semifinais da competição sendo finalista  e no Campeonato Paulista de 2006 terminou na obteve o vice-campeonato e na Superliga Brasileira A 2006-07 termina na quinta posição.
Ciça defendeu o Fiat/Minas na conquista do bronze no extinto Torneio Internacional Salonpas Cup de 2007, disputado em São Paulo e o bronze na Copa Brasil de 2007 realizada em Brusque, sendo premiada como melhor defesa e melhor sacadora e disputou a Superliga Brasileira A 2007-08 encerrando nesta em sexto lugar.
O Medley Banespa contou com Ciça para avançar as semifinais da Copa São Paulo de 2008 e também para disputar as semifinais do Campeonato Paulista no mesmo ano e disputou por este clube a Superliga Brasileira A 2008-09, avançou até as quartas de final encerrando na sétima posição.
Nas disputas da jornada 2009-10 foi atleta do Blausiegel/ São Caetano na conquista do ouro nos Jogos Regionais, mesmo resultado obtido na Copa São Paulo de 2009, nos Jogos Abertos do Interior e também o título do Campeonato Paulista de 2009 e disputou por este clube a Superliga Brasileira A 2009-10 conquistando o bronze nesta edição.
Renovou com o São Caetano para o período esportivo 2010-11, quando disputou a correspondente Superliga Brasileira A, na qual encerrou por este clube na décima posição na Superliga Brasileira A 2010-11. Na temporada seguinte reforçou o BMG /São Bernardo e por este disputou o Campeonato Paulista de 2011 foi a capitã da equipe e encerrando na oitava posição na Superliga Brasileira A 2011-12.
Ciça atuou na posição de Oposta pelo  Pinheiros na temporada 2012-13, disputando a referente Superliga Brasileira A ao final da competição conquistou o sexto lugar. Foi contratada para as competições 2013-14 pelo Rio do Sul/Equibrasil, e por este disputou o Campeonato Catarinense de 2013 conquistando o título desta edição e foi campeã dos Jasc em 2013 e encerrou na décima terceira posição da Superliga Brasileira A 2013-14.
Ela foi anunciada como novo reforço do São Bernardo Vôlei para disputar a jornada esportiva 2014-15 e na correspondente Superliga Brasileira A encerrou apenas na décima posição na fase classificatória. Foi contratada pelo São Cristóvão Saúde /São Caetano para o período esportivo 2015-16.

## Títulos e resultados
- Grand Prix: 2002[10]
- Superliga Brasileira A:2000-01[3]
- Superliga Brasileira A:2009-10[36]
- Superliga Brasileira A:2005-06[3]
- Copa Brasil: 2007[27]
- Jabs: 2004[16] e 2006[carece de fontes?]
- Jasc: 2013[48]
- Jogos Regionais:2004,[16] 2009[34]
- Jogos Abertos do Interior de São Paulo:2005,[18] 2006[21] e 2009[35]
- Jogos Abertos do Interior de São Paulo: 2004[16]
- Supercopa de Clubes Campeões: 2000[5]
- Campeonato Catarinense: 2013[47]
- Campeonato Paulista: 2006[36]
- Campeonato Paulista: 2005
- Campeonato Carioca: 2000[4]
- Copa São Paulo: 2009[34]
- Copa São Paulo: 2006[20]

## Premiações individuais
- Melhor defensora da Copa Brasil de 2007[27]
- Melhor sacadora da Copa Brasil de 2007 [27]